# Колобов, Евгений Владимирович
Евге́ний Влади́мирович Ко́лобов (19 января 1946, Ленинград, СССР — 15 июня 2003, Москва, Россия) — советский и российский дирижёр-симфонист, театральный деятель, основатель и художественный руководитель Московского театра «Новая опера» (1991—2003). Заслуженный деятель искусств РСФСР (1979). Народный артист РСФСР (1983). Лауреат Государственной премии Российской Федерации в области музыкального искусства за 2003 год  „за создание Московского театра «Новая опера»“ (посмертно).

## Биография
Евгений Колобов родился 19 января 1946 года в Ленинграде в семье военного. 
Окончил Хоровое училище имени М. И. Глинки при Ленинградской государственной академической капелле по классу Р. И. Совейко. Поступил на дирижёрско-хоровое отделение Уральской государственной консерватории имени М. П. Мусоргского в класс профессора М. И. Павермана, которое окончил в 1968 году. В 1974 году, пройдя службу в Советской армии, окончил в этой же консерватории отделение оперно-симфонического дирижирования.
В течение семи лет с 1974 года Евгений Колобов работал в Свердловском государственном академическом театре оперы и балета имени А. В. Луначарского, с 1977 года являлся главным дирижёром театра. 
В 1979 году удостоен почётного звания «Заслуженный деятель искусств РСФСР».
В 1981 году Юрий Темирканов пригласил Евгения Колобова в Ленинградский государственный академический театр оперы и балета имени С. М. Кирова. Здесь он дирижировал операми «Травиата», «Риголетто» и «Сила судьбы» Джузеппе Верди, «Царская невеста» Н. А. Римского-Корсакова, балетами «Лебединое озеро» и «Щелкунчик» П. И. Чайковского, «Жизель» и «Корсар» Адольфа Адана. В качестве музыкального руководителя и дирижёра участвовал в аудиозаписи оперы «Пират» Винченцо Беллини, в записи телевизионной версии балета «Лебединое озеро». 
В 1983 году Евгению Колобову присвоено почётное звание «Народный артист РСФСР».
В 1987 году Евгений Колобов возглавил Московский музыкальный театр имени К. С. Станиславского и Вл. И. Немировича-Данченко, в котором впервые в России осуществил премьеры опер «Пират» Винченцо Беллини и (в 1989) «Борис Годунов» М.П. Мусоргского (в оригинальной, так называемой «первой», редакции), а также премьеру балета «Ромео и Джульетта» С.С. Прокофьева (в постановке В.В. Васильева). По спектаклю «Борис Годунов» был снят фильм-опера, в котором музыканты театра под руководством Евгения Колобова продемонстрировали не только высокий музыкальный уровень исполнения, но и интересные драматургические решения.
С 1991 года до своей кончины в 2003 году Евгений Колобов являлся художественным руководителем основанного им Московского театра «Новая опера». Творческим принципом маэстро являлось исполнение незаслуженно забытых произведений и новая, современная интерпретация уже известных музыкальных сочинений.
15 июня 2003 года скоропостижно скончался на 58-м году жизни от сердечного приступа. 

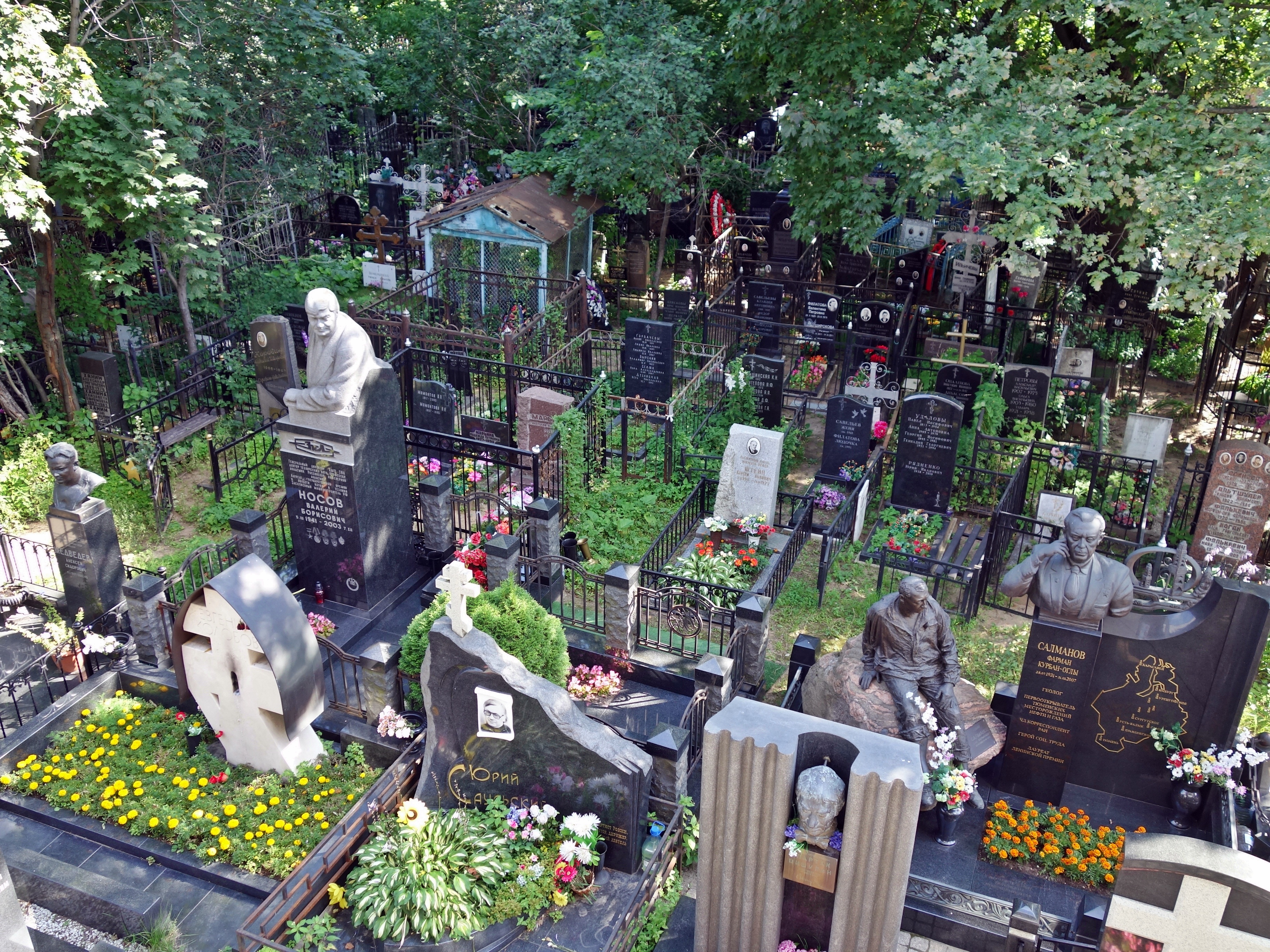
12 участок Ваганьковского кладбища в 2015 году

Похоронен 17 июня 2003 года на Ваганьковском кладбище города Москвы (12 участок).
Среди осуществлённых аудио- и видеозаписей — произведения Винченцо Беллини, Модеста Мусоргского, Петра Чайковского

## Семья
Отец – Владимир Иосифович Колобов (1916-1991). Перед Великой Отечественной войной окончил пограничное военно-политическое училище. Прошёл всю войну в военной контрразведке. После войны служил в органах КГБ, в том числе на преподавательской работе. Окончил Ленинградский университет. Умер и похоронен в Ленинграде.  
Жена — народная артистка России, хормейстер Наталья Попович (1945—2018). 
Дочь – Марфа Колобова-Тесля. Есть сын Артём. 
Сын от первого брака Антон Колобов (проживает в США). Есть сын Ефим.